# Otto Schultze
Pour les articles homonymes, voir Schultze.
Otto Schultze est un Generaladmiral allemand de la Seconde Guerre mondiale, né le 11 mai 1884 à Oldenbourg (Grand-duché d'Oldenbourg) et mort le 22 janvier 1966 à Hambourg (Allemagne de l'Ouest).

## Biographie
Schultze rejoint la Kaiserliche Marine le 7 avril 1900 en tant que Seekadett. De 1906 à 1908, il est officier de garde sur le Condor dans les mers du Sud. Pendant la Première Guerre mondiale, il sert sur le König avant son transfert au service des U-Boote en 1915, prenant le commandement de l'U-63 jusqu'à la mi-décembre 1917. Il sert ensuite comme premier officier du commandant en chef des sous-marins de la Méditerranée. Dans un même temps, il occupe le poste de chef de la I. U-Boot-Flottille.
Durant l'entre-deux-guerres, il occupe divers postes d'état-major. De septembre 1927 à septembre 1929, il est commandant du SMS Elsaß. Il est promu Konteradmiral en 1931. En 1933, il prend le commandement de la station navale de la mer Baltique (de). Il est promu Vizeadmiral en 1934 et Admiral en 1936, avant de prendre sa retraite en 1937. Mais, avec le déclenchement de la Seconde Guerre mondiale, il est rappelé au service actif. Il prend définitivement sa retraite le 31 août 1942.

## Famille
Son fils, Heinz-Otto Schultze, reçut la croix de chevalier de la croix de fer. Il fut commandant de U-Boot pendant la Seconde Guerre mondiale avant d'être tué au combat le 25 novembre 1943, lors du naufrage de l'U-849, coulé dans l'Atlantique Sud par un bombardier lourd américain B-24 Liberator.

## Récompenses
- Croix de fer (1914)
  - 2e classe
  - 1re classe
- Ordre de Hohenzollern, Croix de chevalier avec épées
- Pour le Mérite (18 mars 1918)
- Insigne de combat des U-Boote (1918)
- Croix de chevalier de 2e classe et ordre de Mérite de Peter Frederick Louis avec des épées
- Agrafe à la croix de fer (1939)
  - 2e classe
- Croix du Mérite de guerre de 2e et de 1re classe avec Épées
- Croix allemande en argent le 31 août 1942, en tant que Generaladmiral et amiral commandement pour la France
- Prix du service (Prusse)
- Croix de Frédéric-Auguste de 2e et de 1re classe
- Ordre de la Couronne de fer (Autriche) de 3e classe avec décoration de guerre (Autriche)
- Croix du Mérite militaire (Autriche) de 3e catégorie avec décoration de guerre (Autriche-Hongrie)
- Médaille Liakat en argent avec épées (Empire ottoman)
- Étoile de Gallipoli (« Croissant de fer », Empire ottoman)
- Médaille de service de longue durée de la Wehrmacht, de la 4e à la 1re classe